# J'ai tué Jesse James
Pour plus de détails, voir Fiche technique et Distribution.
J'ai tué Jesse James (I Shot Jesse James) est un film américain, sorti en 1949, réalisé par Samuel Fuller, avec John Ireland et Preston Foster. Il s'agit du premier film réalisé par Samuel Fuller.

## Synopsis
Robert Ford, longtemps associé de Jesse James, assassine lâchement celui-ci. Jesse l'avait pourtant sauvé d'une opération manquée, puis hébergé à Saint Joseph, au Missouri, dans sa propre demeure, où il vivait avec sa femme sous une identité d'emprunt. Amoureux de la comédienne Cynthy Waters, Robert Ford prétexte avoir commis ce meurtre afin de vivre librement et de pouvoir l'épouser. Horrifiée, Cynthy refuse cette alliance. La renommée de Robert Ford est telle que les jeunes tireurs, assoiffés de gloire, cherchent à l'abattre. Il participe plus tard à la ruée vers l'or au Colorado. Il s'associe avec un vieux chercheur qui a découvert un filon. Robert fait fortune et invite Cynthy à le rejoindre. Mais, Frank James arrive à Creede, où loge Robert Ford, avec la ferme intention de le tuer...

## Fiche technique
- Titre : I Shot Jesse James
- Réalisateur : Samuel Fuller
- Scénario : Samuel Fuller, Robert Gardner (non crédité), d'après un article de Homer Croy
- Chef-opérateur : Ernest Miller
- Producteur : Carl K. Hittleman pour Lippert-Deputy Corporation
- Musique : Albert Glasser
- Montage : John McCarthy Jr., James Redd
- Costumes : Alfred Berke
- Durée : 81 minutes
- Sortie : 26 février 1949  États-Unis

## Distribution
- Preston Foster : John Kelley
- Barbara Britton : Cynthy Waters
- John Ireland : Robert Ford
- Reed Hadley : Jesse James
- J. Edward Bromberg : Harry Kane
- Victor Kilian : Soapy
- Tom Tyler : Frank James
- Tommy Noonan : Charles Ford
- Jeni Le Gon : Veronica
- Byron Foulger
- Barbara Woodell : Zee James
- Phillip Pine
- Albert Glasser : un musicien
- Byron Foulger : le réceptionniste du Silver King